# Marutjärnen
Marutjärnen är en sjö i Älvdalens kommun i Dalarna och ingår i Dalälvens huvudavrinningsområde. Sjöns area är 0,042 kvadratkilometer och den befinner sig 456,5 meter över havet.